# Max Perutz
Max Ferdinand Perutz, OM, (Bécs, 1914. május 19. – Cambridge, 2002. február 6.) osztrák-brit molekuláris biológus. 1962-ben John Kendrew-val közösen elnyerte a kémiai Nobel-díjat a mioglobin és a hemoglobin szerkezetének meghatározásáért.  

## Tanulmányai
Hugo Perutz és felesége, Adele Goldschmidt gyermekeként született. Mindkét szülője vagyonos zsidó családból származott, akik textilgyártásból gazdagodtak meg a 19. században. Maxot római katolikusnak keresztelték, bár később ateista lett. A Theresianumba járt középiskolába. Szülei azt szerették volna, ha jogot tanul, hogy besegíthessen a családi üzemben, de Max az iskolában megkedvelte a kémiát és 1932-ben, 18 évesen beiratkozott a Bécsi Egyetem hétéves programjára, amelynek végén kémiai doktorátust kapott volna. A bécsi tanmenet nem tetszett neki, ezért 1936-ban Cambridge-be ment, hogy a Nobel-díjas Frederick Hopkinsnál tanuljon. Bécsi tanára azonban elfelejtette értesíteni Hopkinst Perutz érkezéséről, aki Cambridge-ben megismerkedett a fizikus John Desmond Bernallal, aki röntgenkrisztallográfiával foglalkozott és végül nála kezdett el dolgozni a Cavendish Laboratóriumban.
Perutz szervetlen kristályokon megtanulta a technika alapjait, majd nekikezdett doktori témájának, a hemoglobin röntgendiffrakciós vizsgálatának. Bernall a fokozódó nemzetközi helyzetben egyre inkább politikával kezdett foglalkozni és végül el is költözött Londonba. Ezzel egyidejűleg a laboratórium vezetője az a William Lawrence Bragg lett, aki felfedezte a röntgendiffrakciót és lelkesedett az ötletért, hogy módszerét komplex biológiai molekulák kutatására használják. Mikor Hitler 1938-ban annektálta Ausztriát, Bragg elintézett Perutz számára egy ösztöndíjat a Rockefeller Alapítványnál, amely biztosította anyagi hátterét a háború végéig és a pénzből Angliába tudta hozatni Zürichbe menekült szüleit is. Két testvérének sikerült Prágán keresztül eljutnia az Egyesült Államokba.

## A második világháborúban
1940 tavaszán beadta doktori disszertációját. Néhány hónappal később, amikor a németek angliai inváziója egyre komolyabb veszélynek tűnt, a brit hatóságok letartóztatták az ellenséges országokból származó külföldieket, köztük Perutzot is. Mintegy 7 ezer 16 éven felüli német és osztrák állampolgárt ültettek hajóra és Kanadába szállították őket. Perutz 1200 másik menekülttel együtt érkezett egy új-fundlandi internálótáborba (útközben megtudták, hogy egy másik hajót, hatszáz emberrel a fedélzetén, egy német tengeralattjáró elsüllyesztett és százötvenen odavesztek).  Az internáltak tábori egyetemet szerveztek, az előadók között Perutzon kívül ott voltak a Royal Society olyan leendő tagjai, mint Hermann Bondi kozmológus és matematikus, Thomas Gold csillagász és a fizikus Klaus Fuchs, aki részt vett a Manhattan-tervben és a szovjeteknek kémkedett.
Eközben az angol tudósok petíciót nyújtottak be a kormánynak, hogy engedjék szabadon az internált kutatókat és Perutz visszatérhetett Cambridge-be. Kalandja mintegy nyolc hónapig tartott.
1942-ben beszervezték a titkos Habakkuk-tervbe, melynek lényege az volt, hogy jég és fűrészpor keverékéből ellenálló jégtáblákat hoztak volna létre, amely a sarkvidéken leszállópályaként szolgált volna a repülőgépeknek. Perutz korábban foglalkozott a jég kristályszerkezetével a gleccserek különböző rétegeiben és mint szakértőt kérték fel a részvételre. A munka Londonban zajlott egy valamikori hústároló pincében, amelyet -20 °C-ra hűtöttek. Miután sikerült előállítaniuk a beton szilárdságával vetekedő anyagot, a csoportot az Egyesült Államokba szállították és Perutz brit útlevelet kapott. Ekkor azonban a terv fő támogatóját, Mountbatten herceget Délkelet-Ázsiába küldték, a munka veszített prioritásából és végül lefújták.       
1944 januárjában Perutz visszatért Cambridge-be a hemoglobinkutatáshoz. 1945-ben kapott egy munkatársat, a PhD-ját készítő fizikokémikus John Kendrew személyében.

## Hemoglobinkutatás

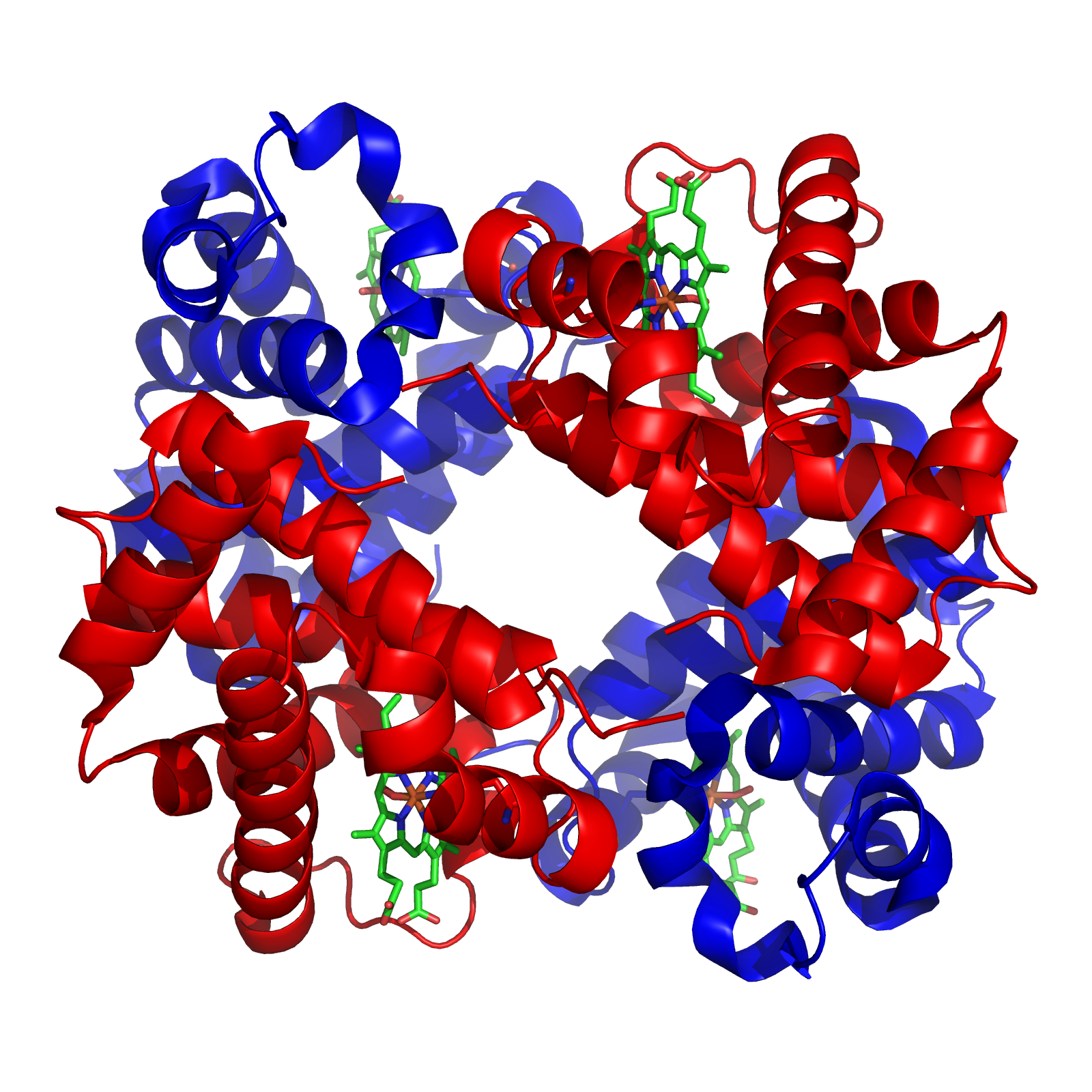
A hemoglobin szerkezete

A háború végeztével a Rockefeller-ösztöndíj is véget ért. Bragg tanácsára Perutz az Orvostudományi Kutatási Tanácshoz (Medical Research Council, MRC) fordult támogatásért, amely megalapította a Biológiai Rendszerek Molekuláris Szerkezetkutatási Egységét, melynek Perutz lett a vezetője. A részlegben olyan kutatók dolgoztak, mint Hugh Huxley, Francis Crick, James Watson vagy később Sydney Brenner. 1949-ben Perutz közölt egy cikket, amelyben a hemoglobin "kalapdoboz"-modelljét javasolta. A fiatal és kezdő kutató Crick élesen kritizálta az elképzelést és Perutz elismerte, hogy igaza van; a későbbiekben többször megvédte a tiszteletlen Cricket a Cavendish Laboratórium vezetőségétől.
A hemoglobin szerkezetkutatásában 1953-ban sikerült áttörést elérnie. Egyrészt új matematikai módszerrel sikerült kiszámolnia az atomok közötti távolságot, másrészt kidolgozott egy módszert, amivel nehézfématomot (higanyt) kapcsolt a fehérjemolekulához és mérte az eredeti és módosított hemoglobin közötti különbséget.
Kendrew aki vele párhuzamosan a jóval egyszerűbb szerkezetű mioglobinon dolgozott, hamarabb ért el eredményt, de így is csak 1958-ra készült el a mioglobin első általános, két évvel később pedig a minden atom helyzetét mutató, nagy felbontású modellje. Ekkorra Perutz is elkészült a hemoglobinnal és kimutatta, hogy az négy, mioglobinszerű alegységből áll. Munkájukat nagyban segítették az első kísérleti elektronikus számítógépek, amelyek a közeli Matematikai Laboratóriumban épültek meg. 

## Későbbi munkássága
1962-ben Perutz és Kendrew kémiai Nobel-díjat kaptak teljesítményükért. Perutz folytatta hemoglobinkutatásait, elsősorban az oxigénkötés pontos mechanizmusa érdekelte. Módszerével 1970-re meghatározta az oxigenált és oxigénmentes hemoglobin pontos szerkezetét, bebizonyította, hogy az oxigén megkötése a fehérjealegységek konformációs változásával jár, ahogyan az a francia biokémikus Jacques Monod néhány évvel korábban megjósolta. A részletes fehérjemodell révén számos olyan betegség mechanizmusát is tisztázni tudták, amely a hemoglobingén mutációja okozott.
A protein- és DNS-kutatás egyre több munkatársat vonzott és a hely egyre szűkösebbé vált. Perutz a fehérjekutató Fred Sangerrel közösen kérelmezte az MRC-nél az új Molekuláris Biológiai laboratórium felállítását. Az 1962-ben megnyílt új egységet Perutz 17 éven át vezette, mialatt a laboratórium a gyorsan fejlődő tudományág egyik kulcsfontosságú központjává vált. Vezetői stílusát a bürokrácia minimalizálása jellemezte; alapelve az volt, hogy ha kiválasztotta a megfelelő kutatókat, hagyni kell, hogy azt csinálják amit szeretnek. Ő volt az 1963-ban megalakult Európai Molekuláris Biológiai Szervezet első elnöke is.
1979-ben visszavonult a laboratórium éléről, de folytatta kutatásait. Elsősorban továbbra is a hemoglobinnal dolgozott, összehasonlította különböző fajok oxigénszállító molekuláit, olyan gyógyszereket kutatott, amellyel javítani lehetne a sarlósejtes anémiában szenvedők hemoglobinjának oldékonyságát; de tanulmányozta az olyan neurodegeneratív betegségeket is, mint a Huntington-kór.

## A Watson-incidens

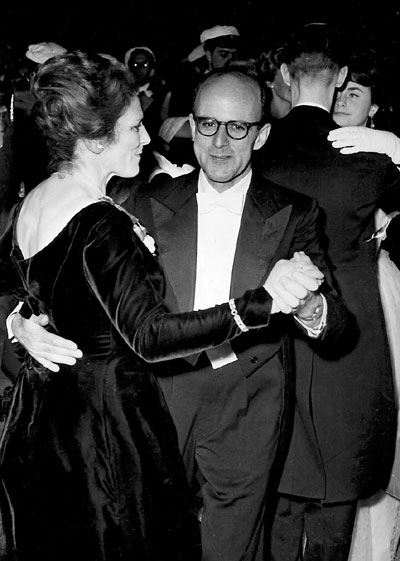
Max Perutz és felesége a Nobel-díj átadási bankettjén

A DNS-szerkezet egyik feltárója, James Watson 1968-ban kiadta könyvét, a A kettős spirált, a felfedezés történetéről. Ebben kínos helyzetbe hozta Perutzot, mert úgy állította be, hogy ő adta át neki a Rosalind Franklin által készített röntgendiffrakciós felvételeket, a kutatónő tudta vagy beleegyezése nélkül. Perutz levelet írt a Science-nek, melyben tisztázta, hogy a felvételek nem voltak bizalmasak és a benne lévő adatok már korábban elhangoztak a megbeszéléseken. Azt viszont elismerte, hogy udvariasságból megkérhette volna Franklin hozzájárulását.

## Irodalmi munkássága
Idősebb korában Perutz rendszeresen írt esszéket a London Review of Books és a New York Review of Books folyóiratokba, elsősorban tudománytörténeti, életrajzi; valamint olyan társadalmi témákban, mint a kutatás szabadsága, a népesedéspolitika, élelmiszertermelés, atomenergia-hasznosítás vagy az emberi jogok helyzete. Többször tartott előadásokat is ezekben a témákban. Esszéit két gyűjteménykötetben is kiadták, 1989-ben Szükség van-e a tudományra (Is Science Necessary?) 1998-ban pedig Bárcsak korábban feldühítettelek volna (I Wish I’d Made You Angry Earlier) címmel. 1997-ben elnyerte a Rockefeller Egyetem Lewis Thomas-díját, amelyet természettudósok irodalmi teljesítményéért adományoznak. 

## Díjai
Max Perutz a Nobel-díjon kívül számos egyéb kitüntetésben részesült:
- 1963 – A Brit Birodalom Rendje parancsnoki fokozata
- 1967 – Osztrák Tudományos és Művészeti Érdemrend
- 1967 – Wilhelm Exner-érem
- 1971 – A Royal Society Royal-érme
- 1975 – Order of the Companions of Honour
- 1979 – Copley-érem
- 1988 – Order of Merit

Tagja volt a Royal Society-nek (1954-től), az Amerikai Tudományos Akadémiának, a Pápai Tudományos Akadémiának és a Leopoldina Német Tudományos Akadémiának.

## Családja
Max Perutz 1942-ben vette feleségül Gisela Peisert. Két gyermekük született: 1944-ben Vivian (aki a művészettörténészi pályát választotta), és 1949-ben Robin (akiből kémiaprofesszor lett).
Max Perutz 2002. február 6-án halt meg rákban, 87 éves korában.